# Walkers (azienda britannica)
Walkers è un'azienda alimentare britannica specializzata nella produzione di patatine e altri snack operante principalmente nel Regno Unito e in Irlanda.

## Storia
La Walkers venne fondata nel 1948 da Henry Walker a Leicester, in Inghilterra. Nel corso degli anni l'azienda ha introdotto molti gusti di patatine, tra cui Cheese and Onion, Salt and Vinegar e Ready Salted. Nel 1989 l'azienda venne acquisita dalla Frito-Lay, proprietaria della Lay's e divisione della PepsiCo. Oggi la Walkers produce oltre 11 milioni di sacchi di patatine al giorno, utilizzando circa 800 tonnellate di patate.